# Marie Louise de Hesse-Kassel
Marie Louise de Hesse-Kassel (7 februarie 1688 – 9 aprilie 1765) a fost fiica lui Karl I, Landgraf de Hesse-Kassel și a soției acestuia, Maria Amalia de Courland. Prin căsătoria cu Johan Willem Friso, Prinț de Orania ea a devenit Prințesă consort de Orania, titlu deținut anterior de Maria a II-a a Angliei. La fel ca și soțul ei, ea este strămoașa tuturor actualilor monarhi din Europa.

## Biografie

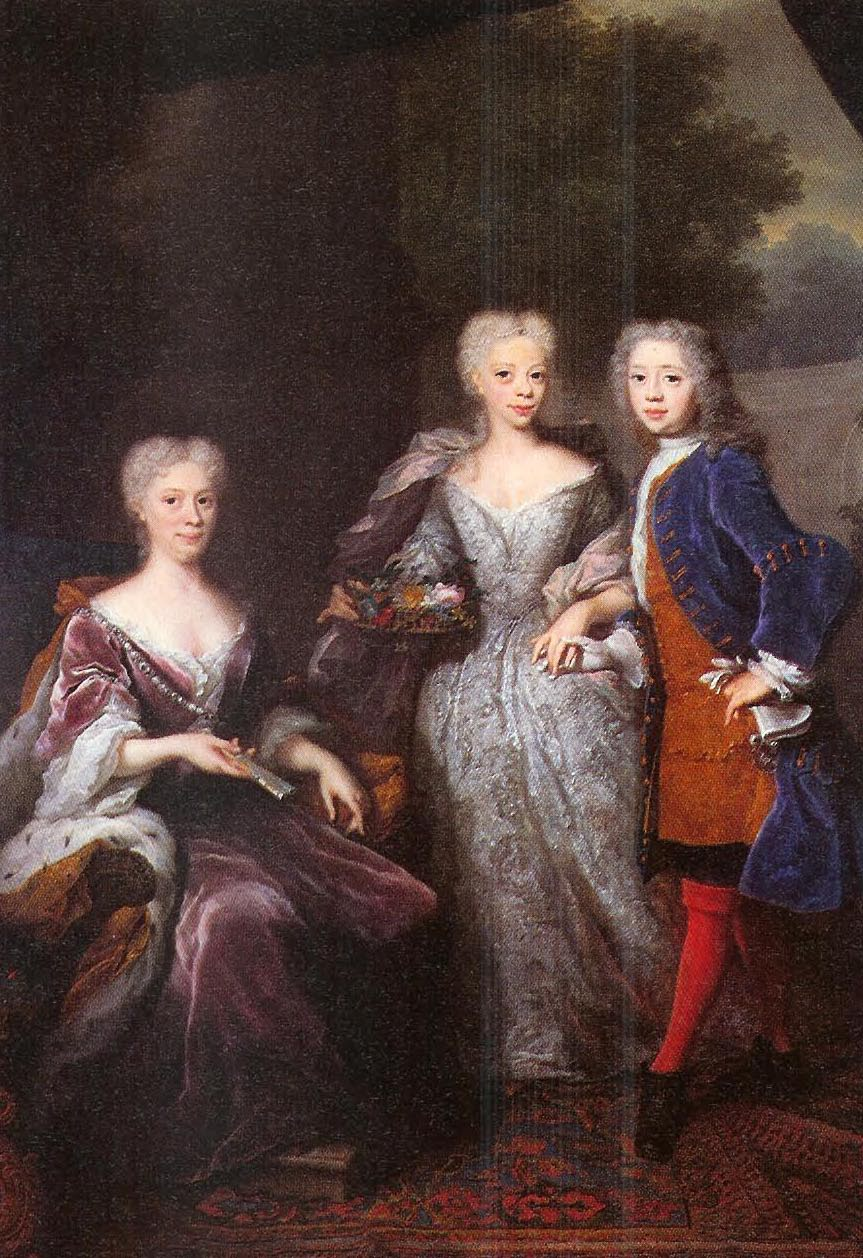
Marie Louise cu cei doi copii.

Marie Louise a fost unul dintre cei 17 copii ai lui Karl I, Landgraf de Hesse-Kassel și ai soției acestuia, Maria Amalia de Courland. Doi dintre frații ei au fost regele Frederick I al Suediei și Wilhelm al VIII-lea, Landgraf de Hesse-Kassel.
Bunicii paterni ai Mariei Louise au fost Wilhelm al VI-lea, Landgraf de Hesse-Kassel și Hedwig Sophia de Brandenburg. Bunicii materni au fost Jacob Kettler, Duce de Courland și Louise Charlotte de Brandenburg.
La 26 aprilie 1709, Marie Louise s-a căsătorit cu Johan Willem Friso, Prinț de Orania. El era fiul cel mare al lui Henric Casimir al II-lea, Prinț de Nassau-Dietz și al Henriëtte Amalia de Anhalt-Dessau; el moștenise titlul în 1702 de la William al III-lea, Prinț de Orania, care a murit fără să lase moștenitori. Johan Willem Friso a fost descendent atât al lui Wilhem Taciturnul cât și al lui Frederick Henric, Prinț de Orania.

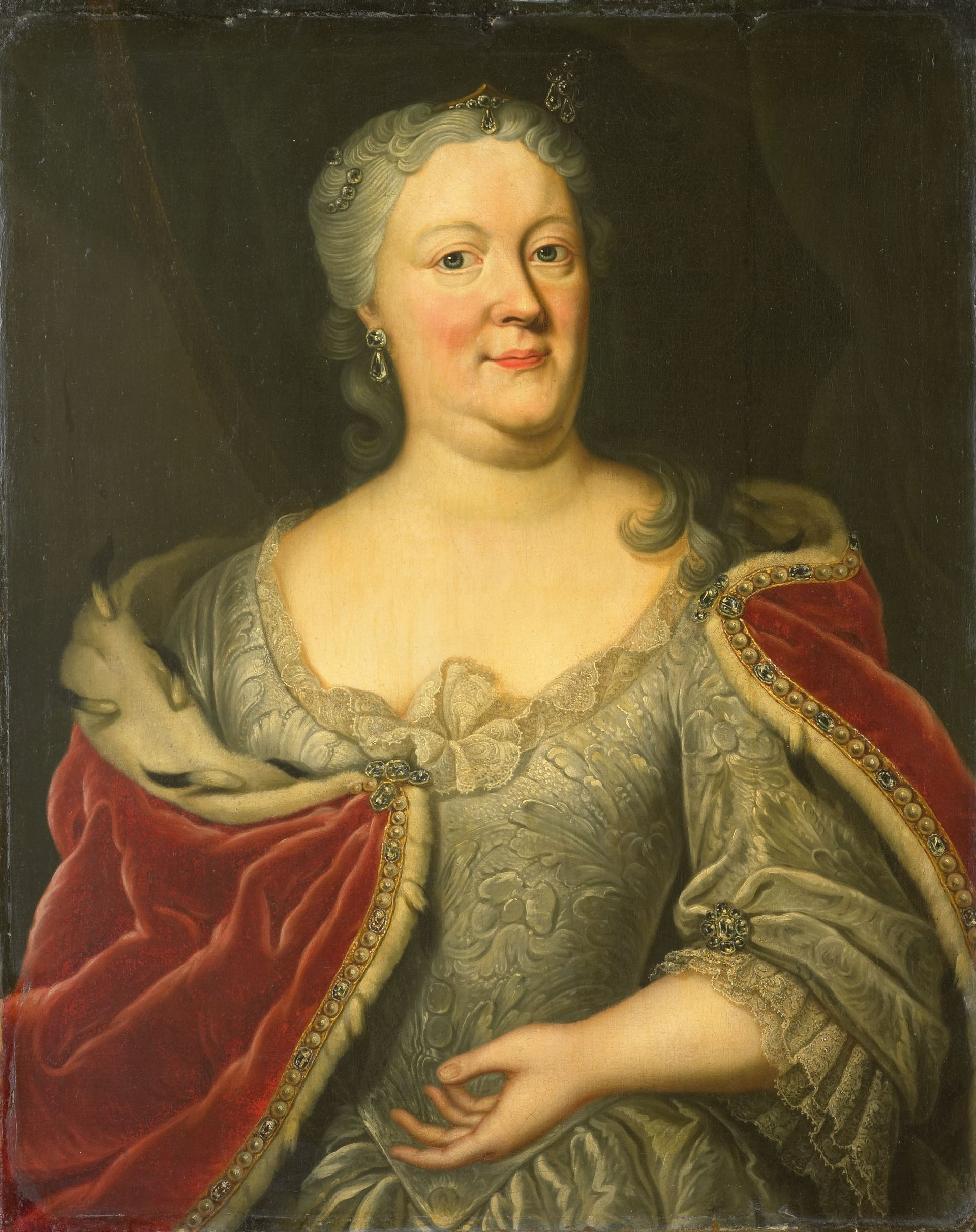
Marie Louise de Hesse-Kassel

Evenimentele din spatele logodnei lor a început după ce Johan Willem a fost aproape ucis de un foc tun. Mama lui, Henriëtte Amalia, realizând cât de vulnerabil era fiul ei a început rapid să caute o mireasă potrivită pentru a asigura un moștenitor. În cele din urmă, alegerea ei s-a oprit la două prințese germane. Johan a călătorit în Hesse-Kassel și în mai puțin de o săptămână s-a logodit la 20 de ani cu Marie Louise. El nici măcar nu s-a deranjat să se întâlnească și cu cealaltă candidată. Principalul factor în această decizie a fost, probabil, că tatăl Mariei Louise era un general de încredere al foarte respectatului Duce de Marlborough. În plus, căsătoria cu o fiică a Landgrafului de Hesse-Kassel ar fi putut servit la consolidarea poziției lui Johan Willem printre celelalte case regale.
Marie Louise nu era considerată atrăgătoare, fața ei fiind dominată de un nas mare. Avea însă farmec și saluta pe toată lumea, indiferent de rang, cu o atitudine prietenoasă și sincer preocupată de binele lor. Ei au avut doi copii înainte de moartea prematură (prin înec), la 23 de ani a lui Johan Willem; ultimul lor copil s-a născut la o lună și jumătate după moartea Prințului de Orania.
După naștere, fiul ei a devenit imediat Prinț de Orania. Marie Louise a servit ca regentă pentru fiul ei din 1711 până când acesta a devenit major, în 1731. Regența i-a fost acordată în ciuda lipsei de experiență în treburile țării sale adoptive. Deși neexperimentată, Marie Louise a făcut față cu succes la o serie de dezastre naturale, care au inclus o serie de recolte proaste și ierni severe în perioada 1712-1716. La momentul căsătoriei ei, Marie Louise a câștigat rapid afecțiunea populației olandeze. Ea a fost cunoscută ca o femeie inteligentă și sensibilă și a fost de multe ori numită cu drag Marijke Meu.
După o vizită în 1736, Marie Louise a menținut o corespondență, în "abominabila franceză", cu reformatorul religios și social Nicolaus Ludwig Zinzendorf. O femeie profund religioasă, ea a oferit sanctuar pentru protestanți persecutați care au fugit de habsburgii catolici. 
Din 1759 până la moartea ei în 1765, Marie Louise a servit ca regentă și pentru tânărul ei nepot, Willem al V-lea, Prinț de Orania, după ce regentul anterior (mama lui și nora Mariei Louise) a murit. Marie Louise a fost succedată ca regentă de ducele Louis Ernest de Brunswick-Lüneburg.